# Wasserstadtbrücke
Die Wasserstadtbrücke ist eine stählerne Balkenbrücke in den Berliner Ortsteilen Hakenfelde und Haselhorst des Bezirkes Spandau. Sie überquert die Havel-Oder-Wasserstraße und verbindet dadurch die Rauchstraße in Hakenfelde mit der Daumstraße in Haselhorst.

## Geschichte
Die Brücke verbindet vor allem die Teile der Wasserstadt Oberhavel miteinander, die seit den 1990er für die Wohnnutzung entwickelt wird. Dabei übernimmt die Wasserstadtbrücke die Verbindungsfunktion und die Spandauer-See-Brücke die Erschließungsfunktion. Die Brücke weist in jeder Richtung zwei Fahrstreifen und beidseitige Fuß- und Radwege auf. Der 8,50 m breite Mittelstreifen ist eine Vorleistung für eine eventuell später hier verlaufende Straßenbahntrasse. Der Straßenzug soll in östlicher Richtung bis nach Gartenfeld verlängert werden.